# Juillet 2003

## Mardi1erjuillet
- L'Italie assure la présidence semestrielle tournante de l'Union européenne.
- Tesla Motors est fondé.

## Mercredi 2 juillet
- France : la Cour d'appel de Paris ordonne la remise en liberté de Maryam Radjavi contre une caution de 80 000 €.
- Union européenne :
  - Un vif incident éclate au Parlement européen à Strasbourg, lorsque le premier ministre d'Italie, Silvio Berlusconi, en réponse à une attaque, qualifie le vice-président du groupe social-démocrate, l'Allemand Martin Schulz de « kapo de camp nazi. »
  - Le Parlement européen vote deux lois qui vont permettre de lever le moratoire sur les OGM. 
    - La première loi rend obligatoire l'étiquetage de tout aliment destiné à l'usage humain ou animal contenant des OGM au-delà de 0,9 % (pas d'étiquetage des animaux ayant consommé des céréales OGM).
    - La deuxième loi impose l'étiquetage à tout produit alimentaire contenant des OGM non autorisés dans l'Union, au-delà de 0,5 % pendant 3 ans. Après trois ans, ces produits seront interdits.
- En Algérie, les deux chefs historiques du FIS, Abbassi Madani et Ali Benhadj, sont libérés.

## Jeudi 3 juillet
- Russie : dans l’affaire Ioukos, Platon Lebedev, actionnaire de l’entreprise et président de son bras financier, Menatep, est arrêté et inculpé de diverses infractions financières dans le cadre de la privatisation du groupe d’engrais Apatit en 1994 et d’implication dans l’assassinat, en 1998, d’un maire qui se battait pour forcer Ioukos à payer ses arriérés d’impôts.

## Vendredi 4 juillet
- En Corse, Yvan Colonna est arrêté dans une bergerie de Porto-Pollo en Corse-du-Sud, et incarcéré à la prison de la Santé à Paris. Il était recherché depuis le 23 mai 1999.
- Décès, près de Munich de l'essayiste Armin Mohler à l'âge de 83 ans. Il a été quelque temps secrétaire d'Ernst Jünger  après la seconde guerre mondiale et historien de la révolution conservatrice.
- Décès à Los Angeles du chanteur noir américain de rhythm and blues traditionnel, Barry White (né le 12 septembre 1944 au Texas).
- L'acteur Arnold Schwarzenegger présente son dernier film Terminator 3 aux troupes d'occupation américaines à Bagdad.
- La chaîne de télévision Al Jazeera diffuse un message de Saddam Hussein, daté du 14 juin dans lequel il déclare : « Nous avons sacrifié le pouvoir, mais nous refusons de sacrifier nos principes, notre foi et notre honneur. » 
  - Cinq autres messages seront diffusés jusqu'à la fin août.
- En Ouganda, fondation de l'organisation féministe lesbienne Freedom and Roam Uganda par Kasha Jacqueline Nabagesera, une des principales organisations LGBTI+ du pays.

## Samedi 5 juillet
- En France :
  - Décès à Paris, d'Isabelle d'Orléans et Bragance (1911-2003), à l'âge de 91 ans.
  - Départ de Paris du 90e Tour de France cycliste dont c'est le centième anniversaire.
- Double attentat-suicide contre un concert de rock dans la banlieue de Moscou, perpétré par deux femmes tchétchènes : 13 spectateurs tués.

## Dimanche 6 juillet
- En Corse, référendum sur la création d'une collectivité territoriale unique : participation 60,52 %, le non l'emporte avec 50,98 % des voix.
- Formule 1 : Grand Prix automobile de France.

## Lundi 7 juillet
- Irak : Le général John Abizaid remplace le général Tommy Franks à la tête du commandement central américain Centcom.
- Royaume-Uni : Le rapport de la Chambre des communes, sur les éventuelles manipulations des données fournies par les services de renseignements, conclut que le gouvernement Blair n'a pas menti à la Chambre mais qu'il l'a « involontairement induite en erreur ».
- États-Unis : le porte-parole de la Maison-Blanche, Michael Anton, reconnaît que : « George W. Bush n'aurait pas dû affirmer, dans son discours sur l'état de l'Union de janvier dernier, que l'Irak avait tenté de se procurer en Afrique de l'uranium pour son programme nucléaire militaire. »
- Liban : décès à Beyrouth du patriarche de l'Église chaldéenne irakienne, Raphaël Ier Bidawid à l'âge de 81 ans. Il lutta contre l'embargo meurtrier imposé par les Nations unies à l'Irak depuis août 1990, et considérait Saddam Hussein comme « l'homme politique le plus juste que nous ayons jamais eu. »
- Burundi : les Forces nationales de libération (FNL), mouvement rebelle hutu, lancent une attaque sur Bujumbura. Les combats avec les forces gouvernementales, qui durent une semaine, sont extrêmement violents, faisant plus de 200 morts, et marquent une escalade dans la guerre civile du Burundi.

## Mardi 8 juillet
- Du 8 au 12 juillet, le président George W. Bush effectue une tournée en Afrique :
  - le 8, il est au Sénégal,
  - le 9, il est en Afrique du Sud,
  - le 10, il est au Botswana,
  - le 11, il est en Ouganda et au Nigeria.

## Mercredi 9 juillet
- Au Brésil, sur le fleuve Amazone, une opération menée en secret par les services du ministère des Affaires étrangères dans le but de délivrer Íngrid Betancourt se solde par un échec. Elle est l'otage des FARC depuis février 2002.
- Au Laos, les journalistes Vincent Reynaud et Thierry Falise, ainsi que leur interprète américain d'origine laotienne Naw Karl Mua, sont libérés. Ils avaient été condamnés le 30 juin à 15 ans de prison.

## Jeudi 10 juillet
- En France, l'Assemblée nationale vote le projet de loi de Nicolas Sarkozy sur l'immigration. Le volet réformant la double peine est voté à l'unanimité : il réduit les possibilités d'expulsion des délinquants étrangers nés ou entrés en France avant l'âge de treize ans.

- Arrestation de Antonio Ferrara, en cavale depuis son évasion réussie de la prison de Fresnes dans le Val-de-Marne, le 12 mars 2003. Priorité numéro 2 de Nicolas Sarkozy après Yvan Colonna, arrêté en Corse une semaine auparavant.

- Alpha Oumar Konaré est élu, par les chefs d'État africains, président de la commission de l’Union africaine lors du sommet de Maputo.

## Vendredi 11 juillet
- En France, dans l'Affaire du préfet Érignac, le verdict du procès condamne : 
  - à la réclusion criminelle à perpétuité, Alain Ferrandi et Pierre Alessandri,
  - à 30 ans de prison, Jean Castela et Vincent Andrinzzi,
  - et à des peines de 15 à 25 an de prison, quatre autres condamnés.
- En visite en Ouganda, le président George W. Bush ne nie plus que de fausses informations aient pu être utilisées pour « mieux vendre » la guerre, mais en rejette la responsabilité sur le directeur de la CIA, George Tenet, à qui il renouvelle sa confiance.

## Dimanche 13 juillet
- En Irak, le nouveau Conseil de gouvernement intérimaire de 25 membres se réunit pour la première fois à Bagdad. Ses décisions seront suspendues au droit de veto de l'administrateur américain Paul Bremer.
  - Un tribunal chargé de juger les « crimes de guerre » du régime déchu est créé, dès le 15.

## Mardi 15 juillet
- Décès à La Havane du guitariste/chanteur Compay Segundo à l'âge de 95 ans.
- Visite à Washington, du ministre allemand des Affaires étrangères Joschka Fischer qui déclare : « Les liens transatlantiques sont cruciaux, ils sont la pierre d'achoppement de la paix et de la stabilité du XXIe siècle ».
- Création de la Mozilla Foundation.

## Mercredi 16 juillet
- En France, des violents orages dans l'Ouest font 4 morts.
- Celia Cruz meurt à Fort Lee dans le New Jersey (États-Unis)
- Les États-Unis viennent de connaître leur 147e perte en Irak, soit le même nombre de pertes que lors de la guerre du Golfe de 1990-1991.
- En Inde, des pluies diluviennes font 100 disparus dans la vallée de Kulu dans le Nord du pays.

## Jeudi 17 juillet
- En Angleterre, David Kelly, un ancien inspecteur de l'ONU, est retrouvé mort près de son domicile, à Harrowdon Hill (Oxfordshire). 
  - Selon la police il s'agirait d'un suicide.
  - C'était un spécialiste des armes bactériologiques du ministère britannique de la Défense, et il était le principal informateur de Andrew Gilligan, journaliste de la BBC, au sujet de son enquête, sur la falsification d'un rapport de septembre 2002, concernant les armes de destruction massive irakiennes par le gouvernement Blair.
  - Une enquête est confiée à Lord Hutton.
- Visite à Washington, du premier ministre britannique Tony Blair. Reçu au Congrès américain, il en appelle aux « valeurs universelles » et déclare sous les applaudissements : « Il n'y a pas de plus dangereuse théorie en politique internationale que le besoin d'équilibrer la puissance américaine. »

## Samedi 19 juillet
- À Ajaccio en Corse, plusieurs milliers de manifestants contre les verdicts du procès de l'affaire du préfet Érignac.
- Du 19 au 22 juillet, le premier ministre britannique Tony Blair est en tournée au Japon, en Corée du Sud et à Hong Kong.

## Dimanche 20 juillet
- En France, deux bombes explosent à Nice vers 2 h 30 du matin à quelques minutes d'intervalle à la perception principale. Des gens descendus dans la rue à la suite de la première explosion sont blessés par la seconde. 
  - Ces deux attentats causent 16 blessés et sont revendiqués par l'ex-FLNC.
- Formule 1 : Grand Prix de Grande-Bretagne.

## Mardi 22 juillet
- En Irak, les deux fils de Saddam Hussein, Oudaï et Qoussaï, ainsi qu'un de ses petits-fils (âgé de 14 ans), sont tués à Mossoul, lors d'un raid de la 101e division aéroportée américaine contre la maison où ils s'étaient réfugiés. 
  - Cette opération a pu se dérouler grâce aux informations obtenues par le programme de récompense, qui permettra au dénonciateur de toucher un pactole de 30 millions de dollars.
  - Depuis Hong Kong, le premier ministre britannique Tony Blair s'exclame : « C'est un grand jour… ».

## Mercredi 23 juillet
- Du 23 au 25 juillet, visite officielle du président Jacques Chirac en Nouvelle-Calédonie.
- Décès du patron-fondateur des « Bateaux Mouches » parisiens, Jean Bruel, à l'âge de 86 ans.
- L’armée américaine a des preuves que les deux fils du président irakien déchu, Oudaï et Qoussaï Saddam Hussein, figurent parmi les quatre corps carbonisés retirés d’une habitation après un raid américain à Mossoul (nord), a déclaré mercredi le plus haut commandant américain en Irak

## Jeudi 24 juillet
- En France, l'Assemblée nationale vote définitivement le plan du ministre François Fillon sur les retraites.
- Aux États-Unis, le Congrès américain publie le rapport de la commission spéciale d'enquête sur les attentats du 11 septembre 2001. Le rapport est expurgé de 28 pages dans lesquelles sont mis en cause certains hauts ressortissants saoudiens.

## Vendredi 25 juillet
- Visite à Washington, du premier ministre palestinien Mahmoud Abbas, reçu par le président George W. Bush.

## Samedi 26 juillet
- Du 26 au 28 juillet, visite officielle du président Jacques Chirac en Polynésie.

## Dimanche 27 juillet
- En France : 
  - Sur le plateau de la chaîne de télévision France 2, le ministre des Affaires étrangères, Dominique de Villepin, tente de mettre un terme à la polémique grandissante sur les conditions d'une opération menée en secret par les services du ministère des Affaires étrangères, sur le fleuve Amazone, au Brésil dans le but de délivrer Íngrid Betancourt, otage des FARC depuis février 2002. Il dément tout contact avec les ravisseurs.
  - L'Américain Lance Armstrong remporte le 90e Tour de France cycliste pour le cinquième année consécutive.
- À Vilnius en Lituanie, l'actrice française Marie Trintignant, sombre dans un coma profond après une dispute avec son compagnon Bertrand Cantat, chanteur du groupe Noir Désir, qui est placé en détention provisoire. L'actrice était en train de terminer un film sur la vie de la romancière Colette.

## Lundi 28 juillet

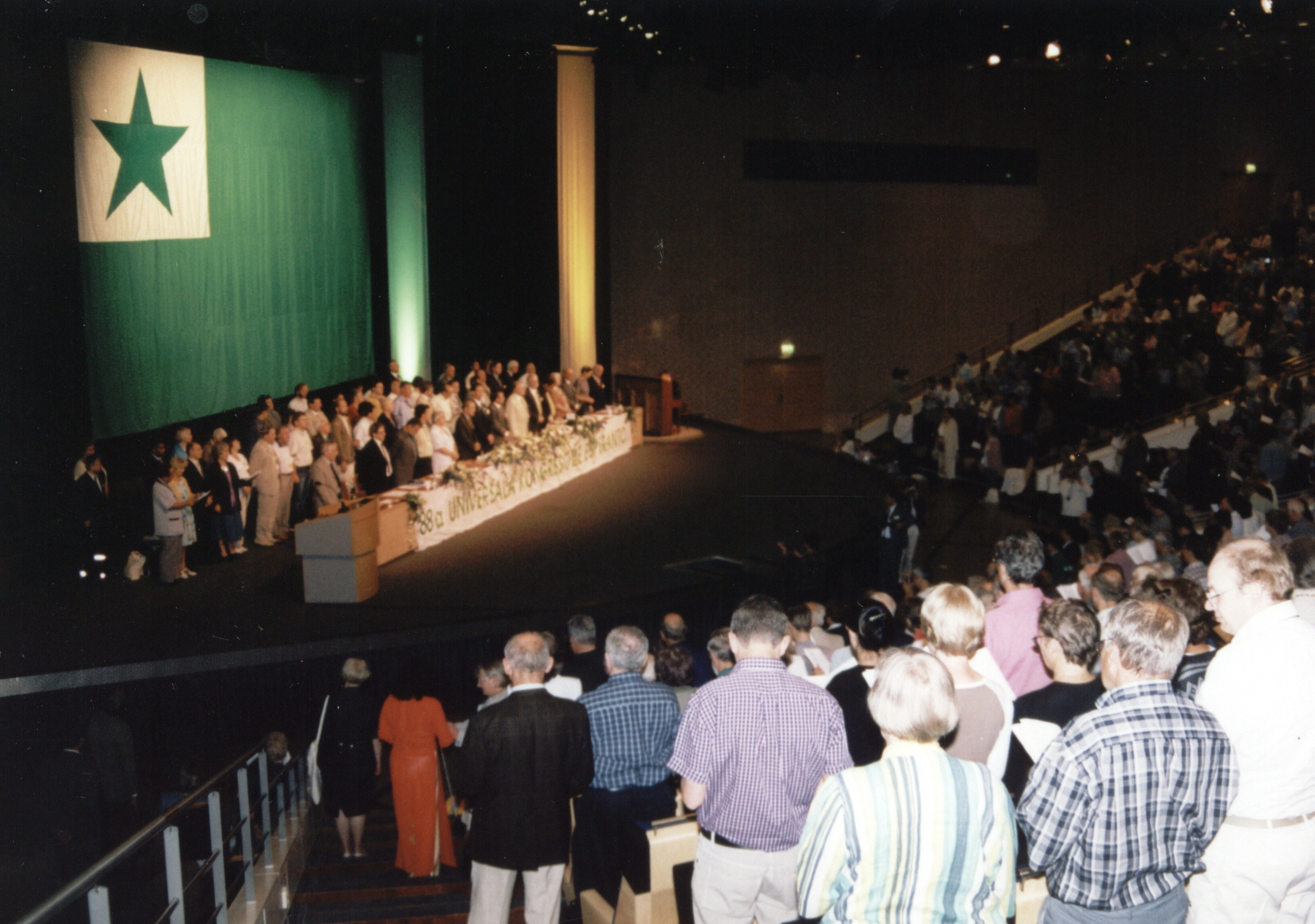
88e congrès mondial d'espéranto

- En France, de gigantesques incendies, essentiellement d'origines criminelles, dévastent le massif des Maures et la région de Sainte-Maxime dans le Var.
- Suède : le 88e congrès mondial d’espéranto s’ouvre à Göteborg, jusqu’au 3 août. Il est suivi par des participants venus de 62 pays et a pour thème « Droits et devoirs linguistiques ».

## Mardi 29 juillet
- En France, 45 stèles du cimetière de guerre de Saint-Aubert ont été brisées et/ou renversées.
- Visite à Washington, du premier ministre israélien Ariel Sharon, reçu par le président George W. Bush.
- À l'usine de Puebla près de Mexico, la dernière Coccinelle de Volkswagen, sort des chaînes de production. C'est la fin d'une voiture devenue mythique, conçue en 1934 par l'ingénieur Ferdinand Porsche.

## Mercredi 30 juillet
- En France :
  - Le ministre de l'agriculture, Hervé Gaymard, confirme une aide de l'État de 37 millions d'euros aux éleveurs. La sécheresse de cet été occasionne un manque de fourrage dans le Sud de la France.
  - Trois membres de l'ETA sont arrêtés à Cahors.
- Décès de l'ancien chef des rebelles du Sierra Leone, Foday Sankoh. Il était inculpé de crime contre l'humanité par un tribunal de l'ONU.
- Le président George W. Bush s'oppose à étendre les droits du mariage aux homosexuels américains.

## Jeudi 31 juillet
- Le Conseil de sécurité des Nations unies adopte à l'unanimité une résolution appelant le Maroc et les rebelles indépendantistes du Polisario à travailler ensemble en faveur de l'approbation du plan de paix pour le Sahara occidental.
- Les deux filles du président irakien déchu Raghad et Rana sont arrivées à Amman, avec leurs neuf enfants en provenance de Damas où elles avaient trouvé refuge depuis fin avril. Elles ont été accueillies officiellement par les autorités et par la princesse Aïcha Al-Hussein, sœur du roi, avec l'accord de Washington et sont logées au palais des hôtes.

## Naissances
- 1er juillet : 
  - Ange Chibozo, footballeur béninois.
  - Storm Reid, actrice américaine.
  - Romeo Amane, footballeur ivoirien
- 4 juillet : 
  - Maha Fajreslam, haltérophile marocaine.
  - Polina Bogusevich, chanteuse russe.
- 6 juillet : Myron van Brederode, footballeur néerlandais.
- 7 juillet : 
  - Rodrigo Gomes, footballeur portugais.
  - Jack McGlynn, footballeur américain.
- 9 juillet :
  - Tobias Gulliksen, footballeur norvégien.
  - Mateo Lisica, footballeur croate.
  - Ève Gilles, reine de beauté française et miss France 2024.
- 10 juillet : Liza Corso, athlète handisport américaine.
- 13 juillet : Wyatt Oleff, acteur américain.
- 16 juillet : 
  - Matheus Martins, footballeur brésilien.
  - Noah Persson, footballeur suédois.
  - Luciano Rodríguez, footballeur uruguayen.
- 21 juillet : 
  - Veljko Ilić, footballeur serbe.
  - Ekpobi Anne-Marie Eléonord Yedagne, archère ivoirienne.
- 24 juillet : 
  - Mexx Meerdink, footballeur néerlandais
  - Max Williamsen, footballeur norvégien.
- 26 juillet : 
  - Luca Andronache, footballeur roumain.
  - Can Öncü, pilote de vitesse moto turque.
  - Niko Rak, footballeur croate.
- 31 juillet : Aurèle Amenda, footballeur suisse.